# ميا تايلر
ميا تايلر (بالإنجليزية: Mia Tyler)‏ هي محامية وعارضة وممثلة أمريكية، ولدت في 22 ديسمبر 1978 في لبنان في الولايات المتحدة.

## وصلات خارجية
- ميا تايلر على موقع IMDb (الإنجليزية)
- ميا تايلر على موقع ألو سيني (الفرنسية)
- ميا تايلر على موقع أول موفي (الإنجليزية)
- ميا تايلر على موقع قاعدة بيانات الأفلام السويدية (السويدية)
- ميا تايلر على موقع إن إن دي بي (الإنجليزية)
- ميا تايلر على موقع قاعدة بيانات الفيلم (الإنجليزية)
- ميا تايلر على موقع كينوبويسك (الروسية)